# ÖIS-gården
ÖIS-gården i stadsdelen Lackarebäck, Mölndals kommun är träningsanläggning för Örgryte IS i fotboll. De har använt den sedan 1987.
ÖIS-gården ligger strax söder om riksväg 40 vid Delsjömotet. Anläggningen har en gräsplan som enbart används för A-laget vid match- och träningstillfällen samt två konstgräsplaner som kan användas året om. Anläggandet av en till konstgräsplan (7-manna) påbörjades i februari 1987. 
11-mannakonstgräsplanen går sedan november 2013 under namnet Hammarviken Arena, döpt efter en långårig samarbetspartner.

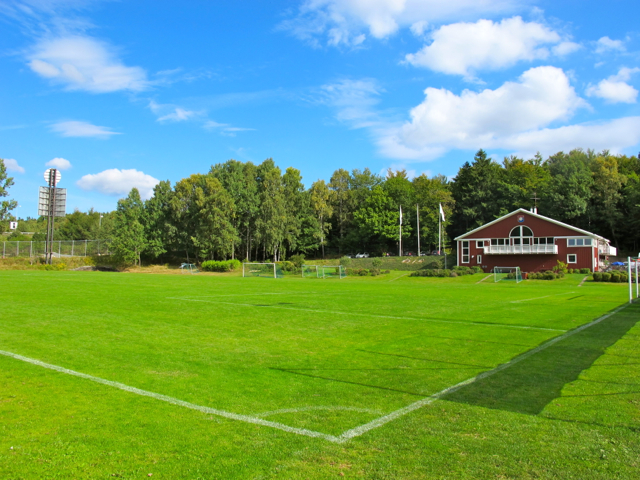
Öisgården Kallebäck Göteborg 2013 02